# اندیس چاری
چاری یک اندیس فلزی است که در حوالی شهر داوران استان کرمان قرار دارد و مادهٔ معدنی موجود در آن، مس است.  